# Distretto di Günyüzü
Il distretto di Günyüzü (in turco Günyüzü ilçesi) è uno dei distretti della provincia di Eskişehir, in Turchia.